# Unterseeboot 33 (1936)
Pour les articles homonymes, voir Unterseeboot 33.
Le Unterseeboot 33 ou U-33 est un sous-marin (U-Boot) allemand du type VII.A, de la Kriegsmarine de la Seconde Guerre mondiale.
Il est commandé dans le cadre du plan Z le 25 mars 1935 en violation du traité de Versailles qui proscrit la construction de ce type de navire par l'Allemagne.

## Présentation

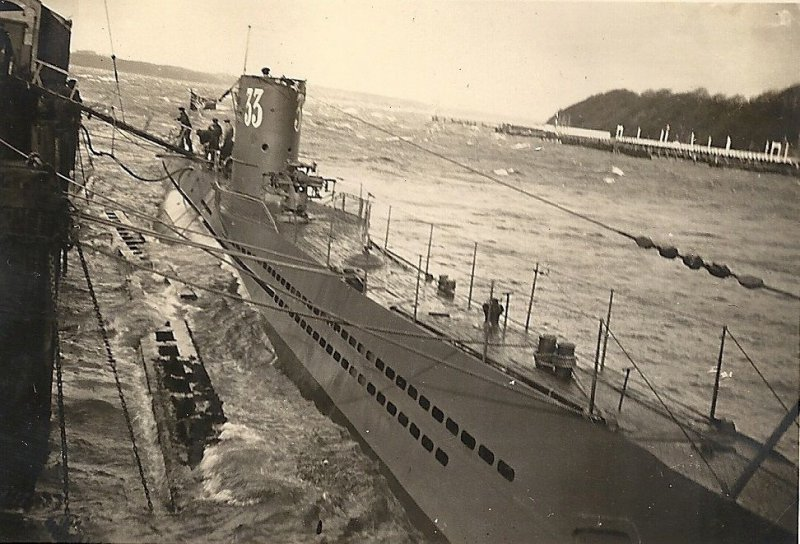
Unterseeboot 33

Mis en service le 25 juillet 1936, l'U-33 entre en service de 1935 à 1939 au sein de la Unterseebootsflottille "Saltzwedel".
Il réalise sa première patrouille de guerre, quittant le port de Wilhelmshaven, le 19 août 1939, sous les ordres du Kapitänleutnant Hans-Wilhelm von Dresky pour retourner à son port d'attache de Kiel le 28 septembre 1939 après 41 jours en mer. Il obtient ses deux premiers succès en coulant deux navires marchands pour un total de 5 914 tonneaux.

Le 30 septembre 1939, le Kapitänleutnant Hans-Wilhelm von Dresky reçoit la Croix de fer 1re et 2e classe.
Sa deuxième patrouille, du 29 octobre au 26 novembre 1939, soit 29 jours en mer, constitue en une mission de mouillage de mines dans le chenal de Bristol et de surveillance autour de l'Irlande. L'U-33 coule cinq navires marchands et en endommage un autre de manière irrécupérable. De retour de mission, ses mines coulent deux autres navires. Cette patrouille sera donc créditée d'un succès de 17 017 tonneaux.
Le lendemain de son retour de patrouille, le 27 novembre 1939, le Kapitänleutnant Hans-Wilhelm von Dresky est décoré de l'insigne de combat des U-Boote.
L'U-33 quitte le port de Wilhelmshaven le 5 février 1940 pour sa troisième patrouille : un mouillage de mines dans la Clyde.
Après huit jours en mer, le 12 février 1940, l'U-33 coule dans le Firth of Clyde en Écosse à la position géographique de 55° 25′ N, 5° 07′ O par les charges de profondeur lancées par le dragueur de mines britannique HMS Gleaner. Sur les 42 membres d'équipage, dix-sept meurent de cette attaque.
Trois rotors de la machine de cryptage Enigma sont capturés et envoyés à Bletchley Park.

## Affectations
- Unterseebootsflottille "Saltzwedel" du 25 juillet 1936 au 31 août 1939 à Wilhelmshaven (service active)
- 2. Unterseebootsflottille du 1er septembre au 31 décembre 1939 à Wilhelmshaven (service active)
- 2. Unterseebootsflottille du 1er janvier au 12 février 1940 à Wilhelmshaven (service active)

## Commandements
- Kapitänleutnant Ottoheinrich Junker du 25 juillet 1936 au 28 octobre 1938
- Kapitänleutnant Kurt Freiwald du 22 novembre 1936 au 20 décembre 1936
- Kapitänleutnant Kurt Freiwald du 3 juin au 25 juillet 1937
- Kapitänleutnant Hans-Wilhelm von Dresky du 29 octobre 1938 au 12 février 1940

## Navires coulés
L'Unterseeboot 33 a coulé 10 navires marchands ennemis pour un total de 19 261 tonneaux et a endommagé de manière irrécupérable 1 navire marchand ennemi de 3 670 tonneaux au cours des 3 patrouilles (78 jours en mer) qu'il effectua.
| Date              | Nom               | Nationalité  | Tonnage (GRT) | Fait |
| ----------------- | ----------------- | ------------ | ------------- | --- |
| 7 septembre 1939  | Olivegrove        | Royaume-Uni  | 4 060         | Coulé. À 15 h 55, l'Olivegrove (Master James Barnetson) fut touché par une torpille du U-33 et coula à environ 420 milles à l'ouest-sud-ouest de Land's End. Le navire a été arrêté à 14 h 10 par un coup de feu dans sa proue et l'équipage a été autorisé à abandonner le navire dans deux canots de sauvetage, malgré l'envoi d'un message de détresse. Le sous-marin est resté avec les canots de sauvetage et a tiré des roquettes de détresse pour guider le navire à passagers américain Washington vers les bateaux après que le navire ait entendu l'appel de détresse. Le capitaine et 32 membres d'équipage ont été récupérés par le paquebot et ont débarqué à Southampton le 9 septembre. |
| 16 septembre 1939 | Arkelside         | Royaume-Uni  | 1 567         | Coulé. À 7 heures, le U-33 arrêta l'Arkleside avec un tir sur sa proue à environ 150 milles au sud-ouest de Land's End. L'équipage abandonna immédiatement le navire, mais les Allemands leur ordonnèrent de remonter à bord de leur navire et de suivre le sous-marin car le mauvais temps empêchait un contrôle de contrebande. A 19 heures, le sous-marin a arrêté deux bateaux de pêche français et y a transféré l'équipage britannique, tandis qu'une équipe d'arraisonnement allemande fouillait l'Arkleside. A 21h30, le navire est coulé par un coup de grâce. Les survivants ont été emmenés par les navires français à Concarneau. |
| 24 septembre 1939 | Caldew            | Royaume-Uni  | 287           | Coulé. À 8 heures du matin, le Caldew (skipper Thomas Kane) fut arrêté par le U-33 et coulé à coups de canon. L'équipage a été récupéré par le cargo suédois Kronprinsessan Margareta, qui était contrôlé quelques jours plus tard par le destroyer allemand Z 14 Friedrich Ihn et le torpilleur Iltis en mer du Nord. Les marins britanniques furent faits prisonniers et internés dans le camp de prisonniers de guerre allemand Stalag XB. |
| 20 novembre 1939  | Delphine          | Royaume-Uni  | 250           | Le U-33 coula trois chalutiers avec environ cinq coups de canon chacun près de l'île Tory : à 16 heures le Delphine est coulé à 18 milles au nord-nord-est de l'Île de Toraigh. L'équipage du Delphine (Master C.J. Coxhall) a touché terre à Malin Head dans l'après-midi du 21 novembre. Apparemment, un trou dans leur canot de sauvetage a été bouché par le chef mécanicien avec son pied pendant 22 heures. |
| 20 novembre 1939  | Sea Sweeper       | Royaume-Uni  | 329           | Coulé à 17h05 à 25 miles à l'ouest-nord-ouest de l'Île de Toraigh. |
| 20 novembre 1939  | Thomas Hankins    | Royaume-Uni  | 276           | à 10 h 30, le Thomas Hankins est coulé à 14 milles au nord-ouest de l'Île de Toraigh. |
| 21 novembre 1939  | Sulby             | Royaume-Uni  | 1 575         | Entre 8 h 30 et 9 h 20, le U-33 a coulé le Sulby et le William Humphries à environ 75 milles au nord-ouest de Rathlin, chacun avec environ 5 coups du canon de pont après avoir tiré un coup de semonce. L'équipage du Sulby (le capitaine Clarence Hector Hudson) a abandonné le navire dans deux canots de sauvetage par vent violent, mais le bateau contenant le capitaine et les quatre membres de l'équipage n'a jamais été revu. Les sept survivants de l'autre bateau ont été secourus par le canot de sauvetage Tobermory le 23 novembre. |
| 21 novembre 1939  | William Humphries | Royaume-Uni  | 276           | Entre 8 h 30 et 9 h 20, le U-33 a coulé le Sulby et le William Humphries à environ 75 milles au nord-ouest de Rathlin, chacun avec environ 5 coups du canon de pont. Tous les membres de l'équipage du William Humphries (skipper Charles Horace Bridge) ont abandonné le navire dans un canot de sauvetage, qui a été vu pour la dernière fois par un canot de sauvetage de l'autre chalutier. Deux corps ont ensuite été rejetés sur le rivage et enterrés sur l'île de Skye. |
| 23 novembre 1939  | Borkum            | Kriegsmarine | 3 670         | Le 18 novembre 1939, le coureur de blocus Borkum fut capturé par le HMS California (F 55) (Capt C.J. Pope, RAN) dans le détroit du Danemark et un équipage de prise reçut l'ordre d'amener le navire à Kirkwall. À 15 h 30 le 23 novembre, le U-33 a ordonné au Borkum (LtCdr B. Moloney, RNR) de s'arrêter pour contrôler la contrebande près des Orcades, en supposant qu'il s'agissait d'un navire neutre, mais le navire ne s'est pas arrêté après deux tirs sur sa proue. le tir suivante a touché le pont. Le navire a tourné brusquement et a apparemment tenté d'éperonner le sous-marin qui a bombardé le navire puis a plongé. Le Borkum avait pris feu et était devenu incontrôlable, il s'est donc révélé être une cible difficile et une seule des trois torpilles lancées a touché. L'U-33 a fait surface et a tiré 4 coups dans la ligne de flottaison, mais a ensuite dû quitter la zone lorsque les navires anglais armés Kingston Beryl et Kingston Onyx sont apparus. Quatre membres d'équipage allemands ont été tués, mais les Allemands restants et l'équipage britannique ont abandonné le navire et ont été récupérés par les navires d'arraisonnement armés. Le 25 novembre, l'épave abandonnée du Borkum a dérivé vers le rivage et a été déclarée totalement perdue. Le 18 août 1940, le navire fut renfloué et remorqué jusqu'à Rosyth, où il fut démoli en octobre 1940. |
| 25 décembre 1939  | Stanholme         | Royaume-Uni  | 2 473         | à 8 h 45, le Stanholme (Master David Llewellyn Hook) heurta une mine posée le 9 novembre par le U-33 et coula au large de Foreland Point dans le canal de Bristol. 13 membres d'équipage ont été perdus. Le capitaine et onze membres d'équipage ont été récupérés par le marchand à vapeur norvégien Liv et ont débarqué à Cardiff. |
| 16 janvier 1940   | Inverdangle       | Royaume-Uni  | 9 456         | à 16 h 19, l'Inverdargle (Maître Evan Murdock Skelly) sans escorte heurta une mine posée le 9 novembre 1939 par le U-33, se brisa en deux et coula dans le canal de Bristol au sud-ouest de Nash Point. Le capitaine et 48 membres d'équipage ont été perdus. La section arrière se trouve à 51°16'31N/03°47'15W et la proue se trouve à 1 300 mètres au nord-est. |